# Mauricio Taricco
Mauricio Ricardo Taricco (Buenos Aires, 10 de março de 1973) é um ex-futebolista argentino qur atuava como meio-campista. Atualmente é auxiliar-técnico da seleção da Grécia.

## Carreira
Iniciou a carreira em 1993, no Argentinos Juniors, única equipe que defendeu em seu país natal. Em 1994 foi vendido ao Ipswich Town por 150 mil libras, estreando na Premier League com um empate sem gols contra o West Bromwich Albion. Impressionou, além por sua capacidade defensiva, por dar alguns passes visando o ataque. Deixou o Ipswich em 1998, sendo contratado pelo Tottenham. Sua estreia foi contra o Wimbledon, cuja partida terminou sem gols. Até 2004, marcou dois gols em 158 partidas com a camisa dos Spurs.
Taricco saiu do Tottenham ao término de seu contrato, assinando com o West Ham United em transferência livre. A passagem do meio-campista nos Hammers resumiu-se apenas ao clássico frente ao Millwall, tendo atuado durante 27 minutos. Frustrado com a falta de chances no time, Taricco pediu para que o West Ham cancelasse seu contrato, o que foi atendido. Alan Pardew, então técnico dos Hammers, declarou que aquela tinha sido uma das atitudes mais honestas que viu em um jogador de futebol.

## Volta aos gramados
Depois de ter se aposentado após as malsucedidas tentativas de encontrar um novo clube, Taricco surpreendeu ao assinar com o Villasimius, equipe amadora da Sardenha (onde o pai do lateral-esquerdo nasceu). Exercendo a função de capitão do time, defendeu o Villasimius em 76 partidas, marcando sete gols. Em 2009, teve uma curta passagem pelo também amador Castiadas, sendo liberado para assinar com o Brighton & Hove Albion, onde reencontraria Gustavo Poyet, seu ex-companheiro de equipe no Tottenham.
Em 2010, Taricco retomou a carreira de jogador após 6 anos fora do profissionalismo. Escalado como lateral-esquerdo na partida contra o Woking pela Copa da Inglaterra, sua volta aos gramados não foi o esperado: recebeu cartão vermelho no primeiro tempo da prorrogação. Apesar da expulsão, os Seagulls venceram nos pênaltis. Anunciou sua segunda aposentadoria em outubro de 2011, mas voltaria a jogar novamente, desta vez contra o Birmingham City, pela segunda divisão. Sua despedida definitiva como atleta foi anunciada em janeiro de 2012, seguindo apenas como auxiliar até 2013, ano em que deixou o Brighton & Hove Albion.
Sempre acompanhando Poyet, passou também por Sunderland, AEK, Real Betis, Shanghai Shenhua, Bordeaux, Universidad Católica e, desde fevereiro de 2022, auxilia o uruguaio na seleção da Grécia.

## Títulos

### Individuais
- Jogador do ano do Ipswich Town: 1996–97
- Time do ano da Football League First Division (PFA): 1997–98[17]